# Caffrogobius nudiceps
Caffrogobius nudiceps je paprskoploutvá ryba z čeledi hlaváčovití (Gobiidae).
Druh byl popsán roku 1837 ichtyologem Achillem Valenciennesem.

## Popis a výskyt
Maximální délka ryby je 14 cm.
Tělo protáhlé, válcovité, vzadu stlačené. Hlava lehce stlačená. Tělo a hlava hnědozelené barvy, břišní část žlutá. Kulatá černá skvrna nad základnou prsní ploutve. Prsní ploutve se širokým nažloutlým pásem s černým okrajem. Na hřbetní ploutvi 2–3 linie černých teček. Ocasní ploutev se svislými tmavými řadami teček. Ostatní ploutve tmavé či bezbarvé.
Byla nalezena ve vodách jihovýchodního Atlantiku: Swakopmund, na jih od Namibie po East London. Obývá skalní tůně a ústí řek.